# Московський телеграф (журнал)
«Московский телеграф» — літературно-мистецький, науковий журнал (Москва, 1825—34) за редакцією видавця М. Полевого.
Виходив з періодичністю раз на два тижні. Обсяг номера становив не менше 4-5 друкованих аркушів (понад 120 аркушів формату А4).
Журнал мав енциклопедичне охоплення і містив розділи про науку та мистецтво, мовознавство, про моду, а також розділи «Бібліографія і критика», «Вісті та суміш». Спочатку в його змісті переважав нон-фікшн (публіцистика, новини науки), проте з часом акцент змістився на художню літературу.